# Enea Bastianini

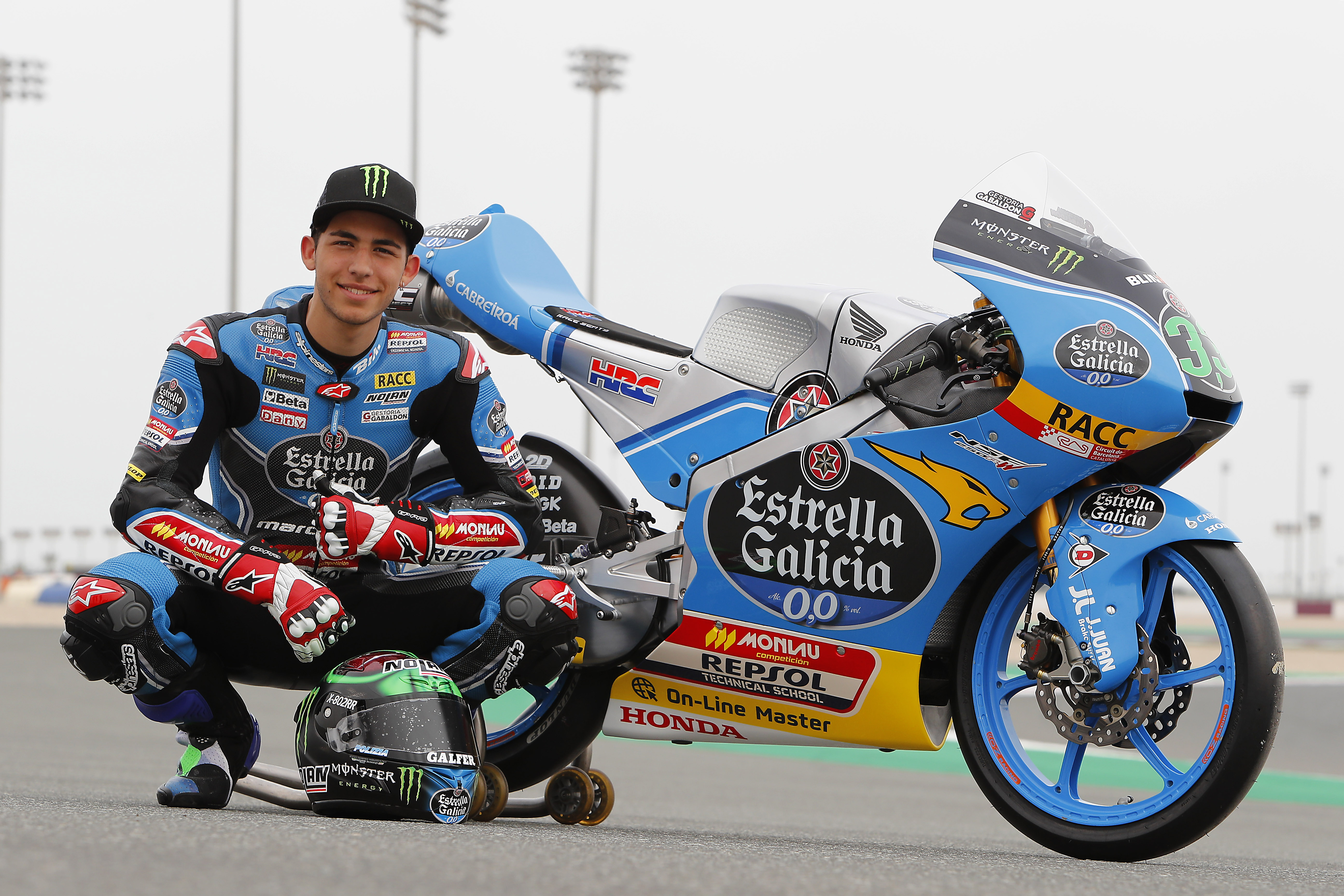
Bastianini in der Saison 2017

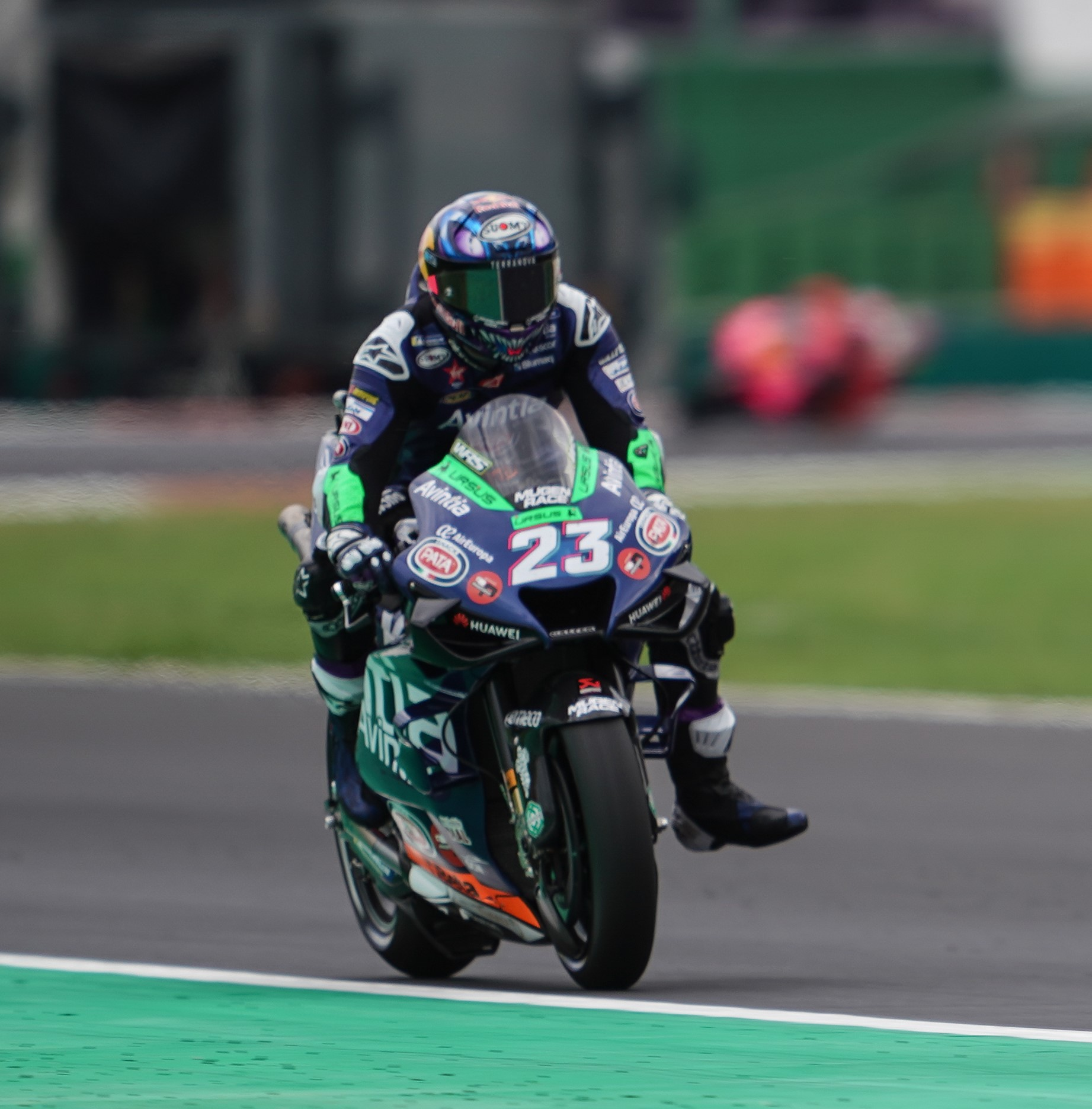
Bastianini 2021 auf Ducati

Enea Bastianini (* 30. Dezember 1997 in Rimini) ist ein italienischer Motorradrennfahrer.
Bastianini fuhr 2020 in der Moto2-Klasse seinen bisher einzigen Weltmeistertitel ein. Seit 2021 tritt er in der MotoGP-Klasse der Motorrad-Weltmeisterschaft an. Für insgesamt vier Saisons fuhr er für Ducati, darunter zwei Saisons für das Ducati-Werksteam. Zur Saison 2025 pilotiert er für Red Bull KTM Tech3 eine KTM. Sein Spitzname lautet „La Bestia“.

## Karriere

### Anfangsjahre
Enea Bastianini hat die Startnummer 33, was auf seine ersten Erfahrungen im Alter von drei Jahren und drei Monaten auf einem Minibike zurückzuführen ist. Nach mehreren Jahren in verschiedenen italienischen Meisterschaften nahm er 2013 am Red Bull MotoGP Rookies Cup teil und beendete die Saison als Gesamt-Vierter.

### Moto3-Klasse (2014–2018)
2014 gab Bastianini sein Debüt in der Moto3-Klasse der Motorrad-Weltmeisterschaft auf KTM mit dem Junior Team GO&FUN Moto3 von Fausto Gresini an der Seite von Niccolò Antonelli beim Großen Preis von Katar in Losail. Sein erstes Podium errang er beim Großen Preis von Katalonien in Barcelona, als er das Rennen hinter Álex Márquez auf dem zweiten Platz beendete. Nach weiteren Top-Ten-Platzierungen und zwei Podien in Tschechien und Großbritannien schloss Bastianini die Saison als Neunter in der Gesamtwertung ab. Außerdem gewann er den Titel Rookie of the Year.
In die Saison 2015 startete Enea Bastianini erneut im Gresini-Team, nunmehr auf Honda und mit Andrea Locatelli als neuem Teamkollegen, mit Podien in Katar, Frankreich und Katalonien. Bei seinem Heimrennen, dem Großen Preis von San Marino in Misano, errang er vor Miguel Oliveira und Niccolò Antonelli seinen ersten Sieg. Er beendete die Saison hinter Danny Kent und Oliveira als Dritter mit insgesamt sechs Podestplätzen.
2016, in seiner dritten Saison in der Moto3-Klasse bzw. für Gresini, in der er mit Fabio Di Giannantonio abermals einen neuen Teamkollegen erhalten hatte, erreichte Enea Bastianini insgesamt sechs Podiumsplätze, darunter der Sieg beim Großen Preis von Japan in Motegi. Schlussendlich wurde er mit 142 Zählern Rückstand auf den überlegenen Weltmeister Brad Binder (KTM) Vizeweltmeister.
Zur Saison 2017 wechselte Bastianini ins Team Estrella Galicia 0,0 und ersetzte dort Jorge Navarro. Ihm gelang in jener Saison kein Sieg, schlussendlich wurde er mit einem zweiten und zwei dritten Plätzen WM-Sechster. Gegen seinen Teamkollegen Arón Canet musste er sich um 199 zu 141 Punkte geschlagen geben.
2018 wechselte der Italiener zu Leopard Racing, um den amtierenden Weltmeister Joan Mir zu ersetzen. Bastianini holte seinen einzigen Saisonsieg beim Großen Preis von Katalonien und wurde WM-Vierter. Gegen seinen Teamkollegen Lorenzo Dalla Porta hatte er sich um 177 zu 151 Punkten durchgesetzt.

### Moto2-Klasse (2019–2020)
Zur Saison 2019 stieg Enea Bastianini in die Moto2-Klasse auf und fuhr für das Italtrans Racing Team an der Seite seines früheren Moto3-Teamkollegen Andrea Locatelli. Er wurde WM-Zehnter mit 97 Punkten, inklusive des dritten Platzes beim Großen Preis von Tschechien und schlug Locatelli, der 46 Punkte gesammelt hatte deutlich.
2020 verblieb Bastianini im Team und erhielt mit Lorenzo Dalla Porta einen anderen früheren Moto3-Teamkollegen an seiner Seite. Beim Saisonauftakt, dem Großen Preis von Katar, wurde Bastianini Dritter hinter Tetsuta Nagashima und Lorenzo Baldassarri. Den Großen Preis von Spanien, seinen 100. Weltmeisterschaftslauf, beendete der Italiener auf Platz sieben, bevor er beim Großen Preis von Andalusien seinen ersten Moto2-Sieg einfuhr. Nach einem weiteren Sieg beim Großen Preis von Tschechien in Brünn übernahm Bastianini erstmals in seiner Karriere in einer WM-Klasse die Führung. Mit einem weiteren Sieg beim Großen Preis der Emilia-Romagna in Misano und konstanten Leistungen – Bastianini erreichte in 15 Rennen sieben Podestplätze und fiel nur einmal aus – gewann er mit 205 Punkten am Saisonende den Moto2-Weltmeistertitel. Im Schlussklassement hatte der Italiener neun Zähler Vorsprung auf die punktgleichen Luca Marini und Sam Lowes (beide Kalex), die den WM-Kampf bis zum letzten Rennen in Portugal offen gestalteten.

### MotoGP-Klasse (seit 2021)
Zur Saison 2021 stieg Bastianini in die MotoGP-Klasse auf und pilotierte im Team Esponsorama Racing eine Ducati Desmosedici. Sein Teamkollege war sein letztjähriger Moto2-Hauptrivale um den Titel, Luca Marini. Seine Startnummer musste er von 33 zu 23 wechseln, da Brad Binder erstere Nummer bereits belegte. Die Saison begann für Bastianini mit einem zehnten, elften und neunten Platz.
In der Saison 2022 fuhr er für das Gresini-Team auf Ducati, für das er überraschend den Saisonauftakt in Katar gewann. Es war der erste Sieg für Bastianini in der MotoGP-Klasse und für das Gresini-Team der erste MotoGP-Sieg seit 2006. Es folgten drei weitere Siege – beim Grand Prix of The Americas, beim Großen Preis von Frankreich und beim Großen Preis von Aragonien. In der Gesamtwertung sicherte sich Bastianini damit den dritten Rang mit 46 Zählern Rückstand auf Weltmeister Francesco Bagnaia.
Zur Saison 2023 wechselte Bastianini in das Ducati Lenovo Team, das Werksteam von Ducati, wo er den Platz von Jack Miller einnahm. Mit den vier Siegen im Jahr 2022 hatte er sich gegen Jorge Martín durchgesetzt, den das Werksteam ebenfalls als zweiten Fahrer neben Weltmeister Bagnaia in Erwägung gezogen hatte. Im ersten Sprintrennen des Jahres 2023 beim Großen Preis von Portugal stürzte Bastianini unverschuldet und zog sich eine Schulterverletzung zu. Er konnte erst am sechsten Saisonrennen wieder teilnehmen und lange nicht an alte Erfolge anknüpfen. Beim drittletzten Rennen, dem Großen Preis von Malaysia, erreichte er einen vierten Platz im Sprintrennen und gewann den Grand Prix, was seine bisher besten Saisonresultate sind. Die Saison beendete er mit 84 Punkten auf Rang 15.

## Statistik

### Erfolge
- 2014 – Moto3-Rookie of the Year auf KTM
- 2020 – Moto2-Weltmeister auf Kalex
- 13 Grand-Prix-Siege

### In der Motorrad-Weltmeisterschaft
(Stand: Großer Preis von Österreich, 17. August 2025)
| Saison | Klasse | Team                  | Motorrad | Rennen | Siege | Zweiter | Dritter | Poles | Schn. Runden | Punkte | Ergebnis    |
| ------ | ------ | --------------------- | -------- | ------ | ----- | ------- | ------- | ----- | ------------ | ------ | ----------- |
| 2014   | Moto3  | Gresini Racing        | KTM      | 18     | –     | 2       | 1       | –     | –            | 127    | 9.          |
| 2015   | Moto3  | Gresini Racing        | Honda    | 18     | 1     | 4       | 1       | 4     | 2            | 207    | 3.          |
| 2016   | Moto3  | Gresini Racing        | Honda    | 16     | 1     | 1       | 4       | 3     | –            | 177    | 2.          |
| 2017   | Moto3  | Estrella Galicia 0,0  | Honda    | 18     | –     | 1       | 2       | 1     | –            | 141    | 6.          |
| 2018   | Moto3  | Leopard Racing        | Honda    | 18     | 1     | 2       | 3       | 1     | 1            | 177    | 4.          |
| 2019   | Moto2  | Italtrans Racing Team | Kalex    | 18     | –     | –       | 1       | –     | –            | 97     | 10.         |
| 2020   | Moto2  | Italtrans Racing Team | Kalex    | 15     | 3     | 1       | 3       | –     | 2            | 205    | Weltmeister |
| 2021   | MotoGP | Esponsorama Racing    | Ducati   | 18     | –     | –       | 2       | –     | 1            | 102    | 11.         |
| 2022   | MotoGP | Gresini Racing MotoGP | Ducati   | 20     | 4     | 2       | –       | 1     | 3            | 219    | 3.          |
| 2023   | MotoGP | Ducati Lenovo Team    | Ducati   | 11     | 1     | –       | –       | –     | 2            | 84     | 15.         |
| 2024   | MotoGP | Ducati Lenovo Team    | Ducati   | 20     | 2     | 2       | 5       | 1     | 3            | 386    | 4.          |
| 2025   | MotoGP | Red Bull KTM Tech3    | KTM      | 12     | –     | –       | –       | –     | –            | 63     | 14.         |
| Gesamt | Gesamt | Gesamt                | Gesamt   | 202    | 13    | 15      | 22      | 11    | 14           | 1985   | 1 WM-Titel  |

Grand-Prix-Siege
| Saison | Klasse | Rennen                                |
| ------ | ------ | ------------------------------------- |
| 2015   | Moto3  | San Marino                            |
| 2016   | Moto3  | Japan                                 |
| 2018   | Moto3  | Katalonien                            |
| 2020   | Moto2  | Andalusien Tschechien Emilia-Romagna  |
| 2022   | MotoGP | Katar USA-Texas Frankreich Aragonien  |
| 2023   | MotoGP | Malaysia                              |
| 2024   | MotoGP | Vereinigtes Konigreich Emilia-Romagna |

Einzelergebnisse
| Saison | 1        | 2           | 3           | 4          | 5          | 6          | 7                      | 8              | 9           | 10                     | 11          | 12                     | 13         | 14             | 15         | 16             | 17         | 18             | 19         | 20       | 21       | 22       |
| ------ | -------- | ----------- | ----------- | ---------- | ---------- | ---------- | ---------------------- | -------------- | ----------- | ---------------------- | ----------- | ---------------------- | ---------- | -------------- | ---------- | -------------- | ---------- | -------------- | ---------- | -------- | -------- | -------- |
| 2014   | Katar    | USA-Texas   | Argentinien | Spanien    | Frankreich | Italien    | Katalonien             | Niederlande    | Deutschland |                        | Tschechien  | Vereinigtes Konigreich | San Marino | Aragonien      | Japan      | Australien     | Malaysia   | \|\| \|\|      |            |          |          |          |
| 2014   | 16       | 13          | 10          | 9          | 7          | DNF        | 2                      | DNF            | 15          | 11                     | 2           | 3                      | 5          | 6              | 8          | DNF            | 10         | 11             |            |          |          |          |
| 2015   | Katar    | USA-Texas   | Argentinien | Spanien    | Frankreich | Italien    | Katalonien             | Niederlande    | Deutschland |                        | Tschechien  | Vereinigtes Konigreich | San Marino | Aragonien      | Japan      | Australien     | Malaysia   | \|\| \|\|      |            |          |          |          |
| 2015   | 2        | 4           | 9           | 9          | 2          | 5          | 2                      | 6              | 3           | 6                      | 2           | DNF                    | 1          | DNF            | 7          | DNF            | 8          | 5              |            |          |          |          |
| 2016   | Katar    | Argentinien | USA-Texas   | Spanien    | Frankreich | Italien    | Katalonien             | Niederlande    | Deutschland | Osterreich             | Tschechien  | Vereinigtes Konigreich | San Marino | Aragonien      | Japan      | Australien     | Malaysia   | \|\| \|\|      |            |          |          |          |
| 2016   | 5        | 17          | 6           | 8          |            | 12         | 3                      | DNF            | 3           | 3                      | 4           | 7                      | 2          | 3              | 1          | DNF            |            | 4              |            |          |          |          |
| 2017   | Katar    | Argentinien | USA-Texas   | Spanien    | Frankreich | Italien    | Katalonien             | Niederlande    | Deutschland | Tschechien             | Osterreich  | Vereinigtes Konigreich | San Marino | Aragonien      | Japan      | Australien     | Malaysia   | \|\| \|\| \|\| |            |          |          |          |
| 2017   | 16       | 27          | 4           | 8          | 6          | 11         | 4                      | DNF            | 6           | 17                     | 10          | 2                      | 14         | 3              | 16         | 5              | 3          | 5              |            |          |          |          |
| 2018   | Katar    | Argentinien | USA-Texas   | Spanien    | Frankreich | Italien    | Katalonien             | Niederlande    | Deutschland | Tschechien             | Osterreich  | Vereinigtes Konigreich | San Marino | Aragonien      | Thailand   | Japan          | Australien | Malaysia       | \|\| \|\|  |          |          |          |
| 2018   | DNF      | 4           | 2           | DNF        | DNF        | 6          | 1                      | 3              | DNF         | 4                      | 2           | C                      | DNF        | 3              | DNF        | 7              | 8          | 3              | 5          |          |          |          |
| 2019   | Katar    | Argentinien | USA-Texas   | Spanien    | Frankreich | Italien    | Katalonien             | Niederlande    | Deutschland | Tschechien             | Osterreich  | Vereinigtes Konigreich | San Marino | Aragonien      | Thailand   | Japan          | Australien | Malaysia       | \|\| \|\|  |          |          |          |
| 2019   | 9        | 9           | 9           | 11         | 7          | 6          | 5                      | DNF            | 14          | 3                      | DNF         |                        | 9          | 24             | 11         | 7              | 17         | 24             | 14         |          |          |          |
| 2020   | Katar    | Spanien     | Andalusien  | Tschechien | Osterreich | Steiermark | San Marino             | Emilia-Romagna | Katalonien  | Frankreich             | Aragonien   |                        | Europa     | Valencia       | \|\| \|\|  |                |            |                |            |          |          |          |
| 2020   | 3        | 9           | 1           | 1          | DNF        | 10         | 3                      | 1              | 6           | 11                     | 2           | 3                      | 4          | 6              | 5          |                |            |                |            |          |          |          |
| 2021   | Katar    | Katar       | Portugal    | Spanien    | Frankreich | Italien    | Katalonien             | Deutschland    | Niederlande | Steiermark             | Osterreich  | Vereinigtes Konigreich | Aragonien  | San Marino     | USA-Texas  | Emilia-Romagna | Portugal   | \|\| \|\| \|\| |            |          |          |          |
| 2021   | 10       | 11          | 9           | DNF        | 14         | DNF        | 10                     | 16             | 15          | 12                     | DNF         | 12                     | 6          | 3              | 6          | 3              | 9          | 8              |            |          |          |          |
| 2022   | Katar    | Indonesien  | Argentinien | USA-Texas  | Portugal   | Spanien    | Frankreich             | Italien        | Katalonien  | Deutschland            | Niederlande | Vereinigtes Konigreich | Osterreich | San Marino     | Aragonien  | Japan          | Thailand   | Australien     | Malaysia   | \|\|     |          |          |
| 2022   | 1        | 11          | 10          | 1          | DNF        | 8          | 1                      | DNF            | DNF         | 10                     | 11          | 4                      | DNF        | 2              | 1          | 9              | 6          | 5              | 2          | 8        |          |          |
| 2023   | Portugal | Argentinien | USA-Texas   | Spanien    | Frankreich | Italien    | Deutschland            | Niederlande    | Kasachstan  | Vereinigtes Konigreich | Osterreich  | Katalonien             | San Marino | Indien         | Japan      | Indonesien     | Australien | Thailand       | Malaysia   | Katar    | Valencia |          |
| 2023   | DNS      |             |             | WD         |            | 9          | 8                      | DNF8           | C           | DNF                    | 10          | DNS9                   |            |                |            | 87             | 10         | 13             | 14         | 8        | DNF      |          |
| 2024   | Katar    | Portugal    | USA-Texas   | Spanien    | Frankreich | Katalonien | Italien                | Niederlande    | Deutschland | Vereinigtes Konigreich | Osterreich  | Aragonien              | San Marino | Emilia-Romagna | Indonesien | Japan          | Australien | Thailand       | Malaysia   | \|\|     |          |          |
| 2024   | 56       | 26          | 36          | 5          | 4          | 185        | 2                      | 34             | 4           | 1                      | 34          | 57                     | 34         | 13             | DNF2       | 42             | 53         | 141            | 3          | 72       |          |          |
| 2025   | Thailand | Argentinien | USA-Texas   | Katar      | Spanien    | Frankreich | Vereinigtes Konigreich | Aragonien      | Italien     | Niederlande            | Deutschland | Tschechien             | Osterreich | Ungarn         | Katalonien | San Marino     | Japan      | Indonesien     | Australien | Malaysia | Portugal | Valencia |
| 2025   | 9        | 17          | 7           | 11         | 9          | 13         | 17                     | 12             | DNF         | 9                      | WD          | DNF3                   | 57         |                |            |                |            |                |            |          |          |          |

| Legende  | Legende            | Legende                                                          |
| Farbe    | Abkürzung          | Bedeutung                                                        |
| -------- | ------------------ | ---------------------------------------------------------------- |
| Gold     | –                  | Sieg                                                             |
| Silber   | –                  | 2. Platz                                                         |
| Bronze   | –                  | 3. Platz                                                         |
| Grün     | –                  | Platzierung in den Punkten                                       |
| Blau     | –                  | Klassifiziert außerhalb der Punkteränge                          |
| Violett  | DNF                | Rennen nicht beendet (did not finish)                            |
| Violett  | NC                 | nicht klassifiziert (not classified)                             |
| Rot      | DNQ                | nicht qualifiziert (did not qualify)                             |
| Rot      | DNPQ               | in Vorqualifikation gescheitert (did not pre-qualify)            |
| Schwarz  | DSQ                | disqualifiziert (disqualified)                                   |
| Weiß     | DNS                | nicht am Start (did not start)                                   |
| Weiß     | WD                 | zurückgezogen (withdrawn)                                        |
| Hellblau | PO                 | nur am Training teilgenommen (practiced only)                    |
| Hellblau | TD                 | Freitags-Testfahrer (test driver)                                |
| ohne     | DNP                | nicht am Training teilgenommen (did not practice)                |
| ohne     | INJ                | verletzt oder krank (injured)                                    |
| ohne     | EX                 | ausgeschlossen (excluded)                                        |
| ohne     | DNA                | nicht erschienen (did not arrive)                                |
| ohne     | C                  | Rennen abgesagt (cancelled)                                      |
| ohne     | keine WM-Teilnahme |                                                                  |
| sonstige | P/fett             | Pole-Position                                                    |
| sonstige | 1/2/3/4/5/6/7/8    | Punktplatzierung im Sprint-/Qualifikationsrennen                 |
| sonstige | SR/kursiv          | Schnellste Rennrunde                                             |
| sonstige | *                  | nicht im Ziel, aufgrund der zurückgelegten Distanz aber gewertet |
| sonstige | ()                 | Streichresultate                                                 |
| sonstige | unterstrichen      | Führender in der Gesamtwertung                                   |